# Aura an der Saale
Aura an der Saale es un municipio alemán, ubicado en el distrito de Bad Kissingen, en la región administrativa de Baja Franconia, en el estado federado de Baviera. Asimismo, forma parte de la comunidad administrativa (Verwaltungsgemeinschaft) de Euerdorf.
Aura se encuentra en la orilla izquierda del Saale en Franconia, a unos 7 km de la capital del distrito de Bad Kissingen. Es el municipio más pequeño del distrito.